# I Need a Dollar
I Need A Dollar è un singolo del cantante statunitense Aloe Blacc, pubblicato il 16 marzo 2010 come primo estratto dal secondo album in studio Good Things.

## Descrizione
Il brano è stato scritto e prodotto da Leon Michels, Nathaniel Hawkins, Nick Movshon e Jeff Dynamite.

## Promozione
Il brano è il tema d'apertura della trasmissione della HBO How to Make It in America, ed è stato presentato come "iTunes Single of the Week". È anche presente nella colonna sonora del videogioco Fight Night Champion. Nell'aprile 2011 è stato inserito come accompagnamento musicale degli spot televisivi della Boost Mobile; in seguito a ciò ha raggiunto il successo internazionale.

## Esibizioni dal vivo
Aloe Blacc ha interpretato il brano dal vivo al Late Night with Jimmy Fallon, Later... with Jools Holland ed a Conan.

## Tracce
Promo - CD-Single Stones Throw / V2 - [be]
1. I Need a Dollar – 3:36

CD-Single Stones Throw / Vertigo 2750773 (UMG) / EAN 0602527520773
1. I Need a Dollar – 4:04
2. I Need a Dollar (M. Arfmann & Chassy Wezar RMX) – 3:27

## Classifiche
| Classifica (2010/2011) | Posizione massima |
| ---------------------- | ----------------- |
| Australia              | 16                |
| Austria                | 5                 |
| Belgio (Fiandre)       | 1                 |
| Belgio (Vallonia)      | 4                 |
| Danimarca              | 35                |
| Francia                | 52                |
| Germania               | 4                 |
| Irlanda                | 5                 |
| Italia                 | 16                |
| Nuova Zelanda          | 20                |
| Paesi Bassi            | 53                |
| Regno Unito            | 15                |
| Svizzera               | 5                 |